# Powiat Holzminden
Powiat Holzminden (niem. Landkreis Holzminden) – powiat w niemieckim kraju związkowym Dolna Saksonia. Siedziba powiatu znajduje się w mieście Holzminden.

## Podział administracyjny
Powiat Holzminden składa się z:
- 1 miasta
- 1 samodzielnej gminy (niem. Einheitsgemeinde)
- 4 gmin zbiorowych (Samtgemeinde)
- 7 obszarów wolnych administracyjnie (gemeindefreies Gebiet)

Miasta:
| Lp. | Nazwa miasta | Ludność (31.12.2008) | Powierzchnia km² |
| --- | ------------ | -------------------- | ---------------- |
| 1   | Holzminden   | 20.387               | 88,25            |

Gminy samodzielne:
| Lp. | Nazwa gminy | Ludność (31.12.2008) | Powierzchnia km² |
| --- | ----------- | -------------------- | ---------------- |
| 1   | Delligsen   | 8.460                | 36,01            |

Gminy zbiorowe:
| Lp. | Nazwa gminy                  | Ludność (31.12.2008) | Powierzchnia km² | Liczba gmin |
| --- | ---------------------------- | -------------------- | ---------------- | ----------- |
| 1   | Bevern                       | 6.301                | 66,30            | 4           |
| 2   | Bodenwerder-Polle            | 16.125               | 214,69           | 11          |
| 3   | Boffzen                      | 7.264                | 37,74            | 4           |
| 4   | Eschershausen-Stadtoldendorf | 16.336               | 123,23           | 11          |

Obszary wolne administracyjnie:
| Lp. | Nazwa obszaru | Ludność (31.12.2008) | Powierzchnia km² |
| --- | ------------- | -------------------- | ---------------- |
| 1   | Boffzen       | teren niezamieszkany | 23,40            |
| 2   | Eimen         | teren niezamieszkany | 12,91            |
| 3   | Eschershausen | teren niezamieszkany | 4,92             |
| 4   | Grünenplan    | teren niezamieszkany | 22,71            |
| 5   | Holzminden    | teren niezamieszkany | 15,01            |
| 6   | Merxhausen    | teren niezamieszkany | 22,50            |
| 7   | Wenzen        | teren niezamieszkany | 15,84            |